# Hurley 22
Die Hurley 22 ist ein Segelboot der ehemaligen britischen Werft Hurley Marine. Es war das erfolgreichste Model dieser Werft und wurde über 1.200 mal gebaut. Später wurde die Hurley 22 unter dem Namen Hurley 700 in den Niederlanden von Jachtbouw Twente in Lizenz gebaut. 

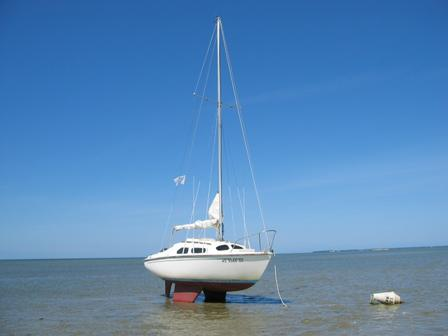
Hurley 22 mit Kimmkielen, trockengefallen bei Ebbe

Konstrukteur der Hurley 22 war Ian L. Anderson. Er konstruierte sie als GFK-Boot mit einem Breiten-Längenverhältnis von 1:3. Sie wurde 1964 erstmals vorgestellt und etwa 1.200 mal gebaut und verkauft. Das Boot ist in der Standardversion ein Kimmkieler. Der geringe Tiefgang wird mit einem verhältnismäßig großen Balastgewicht aus Blei oder Eisen ausgeglichen. Der Balastanteil beträgt 59 %. 
Anderson konstruierte später weitere Modelle, wie die Hurley 18, 20, 24, 27, 28 und 30, wobei die Zahl jeweils die Bootslänge in Fuß angibt. Ein Vorläufermodell mit vielen Ähnlichkeiten zur Hurley 20 und Hurley 22 ist die 20 Fuß lange Hurley Felicity, die etwa 150-mal gebaut wurde und die erste Anderson-Konstruktion für Hurley darstellte.
Die Firma Hurley Marine stellte 1974 die Produktion in Plymouth ein und verkaufte die Konstruktionen und den Markennamen an die Firma South Coast Marine, später an Ravensail. Beide bauten die Boote mit diversen Änderungen weiter. Ravensail nannte ihr Model Hurley 22R.
In den späten 1980er Jahren wurde der Markenname durch eine Lizenz an die niederländische Jachtbouw Twente übertragen. Diese Werft baute eine erneut abgewandelte Hurley 22 unter der Bezeichnung Hurley 700. Diese leichtere Hurley 700 hat eine Yardstickzahl von 116, die Hurley 22 jedoch die langsamere 127 bei einem Gewicht von etwa 1,9 Tonnen.